# Toby McKeehan

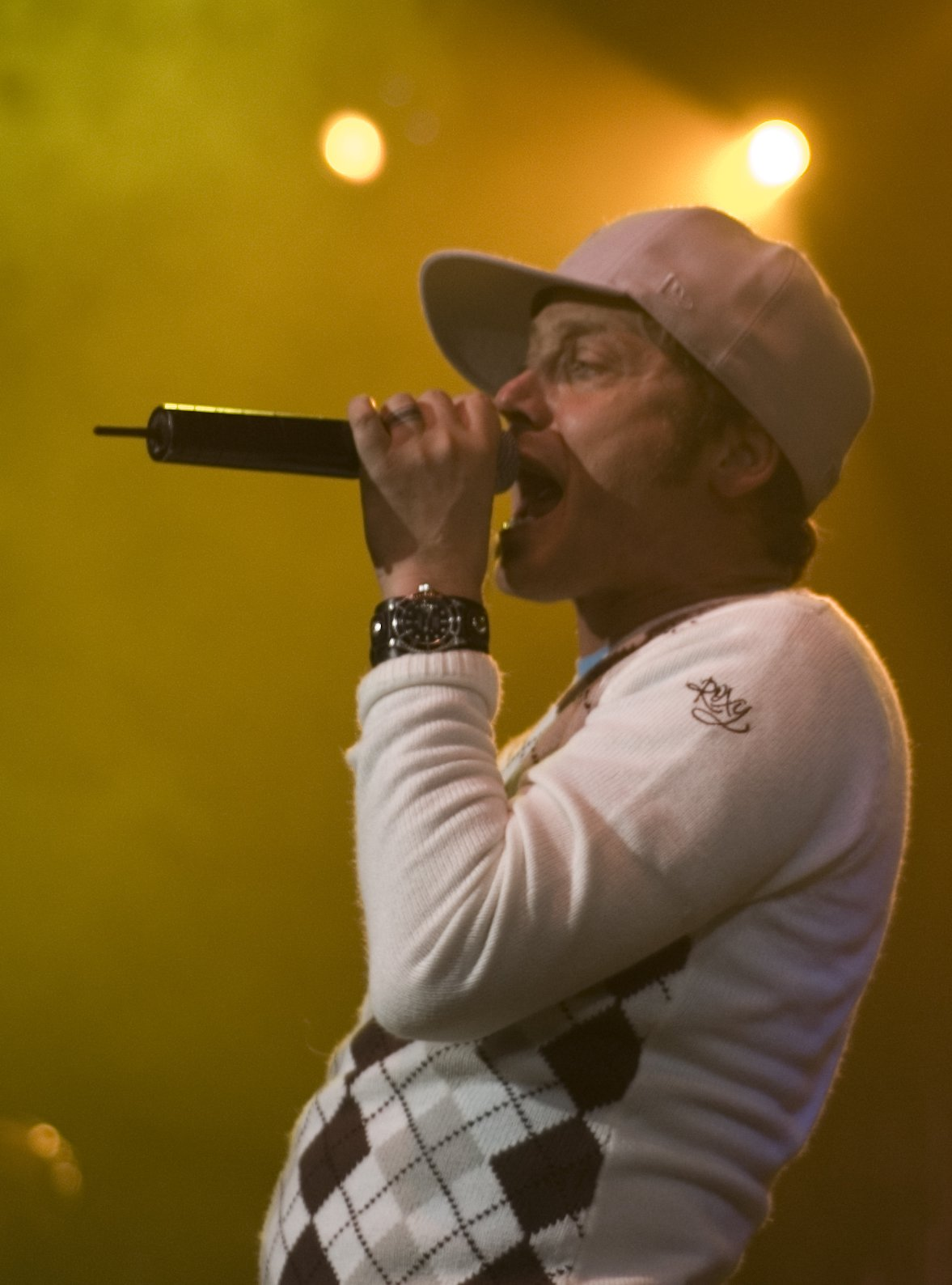
TobyMac (2005)

Toby McKeehan (* 22. Oktober 1964 in Fairfax, Virginia als Kevin Michael McKeehan) ist einer der drei Gründer der christlichen Band dc Talk und als Solokünstler unter dem Namen TobyMac aktiv.

## Biografie
Toby McKeehan wurde als eines von vier Kindern geboren. Er besuchte die Liberty University in Lynchburg und lernte dort Michael Tait und Kevin Max kennen, mit denen er 1987 die Band dc Talk gründete. In den ersten Jahren war die Musik von dc Talk vor allem von Toby McKeehans Raps beeinflusst. Später wurde der Hip-Hop mehr und mehr durch Rock und Pop verdrängt. 1994 heiratete er seine College-Liebe Amanda Jane, eine gebürtige Jamaikanerin. 1998 bekamen sie einen Sohn, Truett Foster. 2002 adoptierten sie Zwillinge, Moses und Marlee. Am 2. November 2004 kam ihr viertes Kind Leo, am 24. März 2006 ihr fünftes Kind Judah zur Welt.
1994 war Toby McKeehan Mitgründer der Plattenfirma Gotee Records, die heute christliche Interpreten wie Out Of Eden, Jennifer Knapp, Relient K und John Reuben vermarktet. 1996 veröffentlichte er zusammen mit Todd Collins und Joey Elwood unter dem Namen Gotee Brothers das Album Erace. 1999 gründete er zusammen mit Bill Gaither das Label 40 Records. Seit 2001 sind die drei Mitglieder von dc Talk solo unterwegs. Seitdem hat Toby McKeehan unter dem Künstlernamen TobyMac fünf Studioalben veröffentlicht, in denen er wieder mehr seine Hip-Hop-Wurzeln betont und sie mit Nu Metal und Crossover zu Rap Core vermischt.
Sein Lied Showstopper diente beim „WWE Fatal 4 Way“ Pay-Per-View der WWE (World Wrestling Entertainment) als offizieller Theme Song, genauso wie Ignition für „WWE Elimination Chamber 2011“. Im August 2012 veröffentlichte er sein Studioalbum Eye On It, welches es auf den ersten Platz der Billboard 200 schaffte. Damit wurde es das erste christliche Album seit 1997 und das dritte Album überhaupt mit dieser Platzierung. Im August 2015 folgte das Studioalbum This Is Not a Test und schaffte es auf den vierten Platz der Billboard 200 mit 35.000 Verkäufen in der ersten Woche. 2018 veröffentlichte er sein achtes Studioalbum The Elements. Die Singleauskopplung I Just Need U besetzte für eine Woche den ersten Platz der Billboard Hot Christian Songs Charts.
Im Oktober 2019 starb sein Sohn Truett Foster Mckeehan an einer versehentlichen Überdosis in seiner Heimat nahe Nashville. In dem Song 21 Years, den TobyMac im Januar 2020 veröffentlichte, beschrieb er die Gedanken und Gefühle des Verlusts.

## Auszeichnungen
- 4 Dove Awards
  - 2002: Rap/Hip-Hop Recorded Song (Somebody’s Watching), Rap/Hip-Hop Album (Momentum), Producer of the Year
  - 2005: Rap/Hip-Hop Album (Welcome to Diverse City)
- 4 Grammys und 16 Dove Awards mit dc Talk

## Diskografie

### Alben
| Jahr | Titel                              | Höchstplatzierung, Gesamtwochen, AuszeichnungChartplatzierungen (Jahr, Titel, Platzierungen, Wochen, Auszeichnungen, Anmerkungen) | Höchstplatzierung, Gesamtwochen, AuszeichnungChartplatzierungen (Jahr, Titel, Platzierungen, Wochen, Auszeichnungen, Anmerkungen) | Höchstplatzierung, Gesamtwochen, AuszeichnungChartplatzierungen (Jahr, Titel, Platzierungen, Wochen, Auszeichnungen, Anmerkungen) | Anmerkungen                                                |
| Jahr | Titel                              | CH | US | Christ | Anmerkungen                                                |
| ---- | ---------------------------------- | --- | --- | --- | ---------------------------------------------------------- |
| 2001 | Momentum                           | — | US110 Gold · (2 Wo.)US | Christ8 (60 Wo.)Christ | Erstveröffentlichung: 6. November 2001 Verkäufe: + 500.000 |
| 2003 | Re:mix Momentum                    | — | — | Christ12 (8 Wo.)Christ | Erstveröffentlichung: 12. Juni 2003                        |
| 2004 | Welcome to Diverse City            | — | US54 Gold · (18 Wo.)US | Christ3 (95 Wo.)Christ | Erstveröffentlichung: 5. Oktober 2004 Verkäufe: + 500.000  |
| 2005 | Renovating Diverse City            | — | US162 (1 Wo.)US | Christ7 (13 Wo.)Christ | Erstveröffentlichung: 25. August 2005                      |
| 2007 | Portable Sounds                    | — | US10 Gold · (35 Wo.)US | Christ1 (78 Wo.)Christ | Erstveröffentlichung: 20. Februar 2007 Verkäufe: + 500.000 |
| 2008 | Alive and Transported              | — | US112 (4 Wo.)US | Christ4 (51 Wo.)Christ | Erstveröffentlichung: 27. Mai 2008                         |
| 2010 | Tonight                            | — | US6 Gold · (56 Wo.)US | Christ1 (78 Wo.)Christ | Erstveröffentlichung: 9. Februar 2010 Verkäufe: + 500.000  |
| 2011 | Christmas in Diverse City          | — | US84 (13 Wo.)US | Christ6 (14 Wo.)Christ | Erstveröffentlichung: 4. Oktober 2011                      |
| 2012 | Dubbed and Freq'd: A Remix Project | — | US52 (3 Wo.)US | Christ3 (44 Wo.)Christ | Erstveröffentlichung: 23. März 2012                        |
| 2012 | Eye on It                          | CH84 (1 Wo.)CH | US1 Gold · (51 Wo.)US | Christ1 (94 Wo.)Christ | Erstveröffentlichung: 28. August 2012 Verkäufe: + 500.000  |
| 2013 | Christmas Gift Pack                | — | — | Christ44 (3 Wo.)Christ | Erstveröffentlichung: 15. Oktober 2013                     |
| 2014 | Eye’m All Mixed Up                 | — | — | Christ16 (10 Wo.)Christ | Erstveröffentlichung: 4. November 2014                     |
| 2015 | This Is Not a Test                 | — | US4 Gold · (33 Wo.)US | Christ1 (285 Wo.)Christ | Erstveröffentlichung: 7. August 2015 Verkäufe: + 500.000   |
| 2016 | Hits Deep Live                     | — | — | Christ13 (32 Wo.)Christ | Erstveröffentlichung: 18. November 2016                    |
| 2017 | Light of Christmas                 | — | — | Christ27 (10 Wo.)Christ | Erstveröffentlichung: 3. November 2017                     |
| 2018 | The Elements                       | — | US18 (5 Wo.)US | Christ1 (147 Wo.)Christ | Erstveröffentlichung: 12. Oktober 2018                     |
| 2019 | The St. Nemele Collab Sessions     | — | — | Christ15 (1 Wo.)Christ | Erstveröffentlichung: 23. August 2019                      |
| 2022 | Life After Death                   | — | US34 (1 Wo.)US | Christ1 (128 Wo.)Christ | Erstveröffentlichung: 19. August 2022                      |
| 2025 | Heaven on My Mind                  | — | US157 (1 Wo.)US | Christ1 (… Wo.)Christ | Erstveröffentlichung: 7. März 2025                         |

Weitere Alben
- 1996: Erace (Gotee Brothers)

### EPs
| Jahr | Titel          | Höchstplatzierung, Gesamtwochen, AuszeichnungChartsChartplatzierungen (Jahr, Titel, Platzierungen, Wochen, Auszeichnungen, Anmerkungen) | Anmerkungen                       |
| Jahr | Titel          | Christ | Anmerkungen                       |
| ---- | -------------- | --- | --------------------------------- |
| 2020 | The Lost Demos | Christ11 (1 Wo.)Christ | Erstveröffentlichung: 8. Mai 2020 |

### Singles
| Jahr | Titel Album                                                         | Höchstplatzierung, Gesamtwochen, AuszeichnungChartsChartplatzierungen (Jahr, Titel, Album, Platzierungen, Wochen, Auszeichnungen, Anmerkungen) | Anmerkungen                                                               |
| Jahr | Titel Album                                                         | Christ | Anmerkungen                                                               |
| --- | ------------------------------------------------------------------- | --- | ------------------------------------------------------------------------- |
| 2004 | Gone Welcome to Diverse City                                        | Christ29 (10 Wo.)Christ |                                                                           |
| 2005 | Atmosphere Welcome to Diverse City                                  | Christ23 (12 Wo.)Christ |                                                                           |
| 2005 | Burn for You Welcome to Diverse City                                | Christ10 (20 Wo.)Christ |                                                                           |
| 2006 | Made to Love Portable Sounds                                        | Christ1 Gold · (38 Wo.)Christ | Verkäufe: + 500.000                                                       |
| 2007 | I’m For You Portable Sounds                                         | Christ2 (32 Wo.)Christ |                                                                           |
| 2008 | One World Portable Sounds                                           | Christ10 (20 Wo.)Christ | feat. Siti Monroe                                                         |
| 2008 | Lose My Soul Portable Sounds                                        | Christ2 Gold · (44 Wo.)Christ | Verkäufe: + 500.000                                                       |
| 2009 | City on Our Knees Tonight                                           | Christ1 Platin · (38 Wo.)Christ | Verkäufe: + 1.000.000                                                     |
| 2010 | Get Back Up Tonight                                                 | Christ1 Gold · (42 Wo.)Christ | Verkäufe: + 500.000                                                       |
| 2010 | Hold On Tonight                                                     | Christ9 (30 Wo.)Christ |                                                                           |
| 2010 | Christmas This Year Christmas in Diverse City                       | Christ1 (5 Wo.)Christ | feat. Leigh Nash                                                          |
| 2011 | Tonight                                                             | Christ27 (20 Wo.)Christ |                                                                           |
| 2011 | Changed Forever Tonight                                             | Christ27 (20 Wo.)Christ | feat. Nirva Ready                                                         |
| 2011 | The First Noel Christmas in Diverse City                            | Christ30 (2 Wo.)Christ | feat. Owl City                                                            |
| 2012 | Me Without You Eye on It                                            | Christ1 Platin · (30 Wo.)Christ | Verkäufe: + 1.000.000                                                     |
| 2012 | Steal My Show Eye on It                                             | Christ3 Gold · (44 Wo.)Christ | Verkäufe: + 500.000                                                       |
| 2013 | Speak Life Eye on It                                                | Christ3 Platin · (36 Wo.)Christ | Verkäufe: + 1.000.000                                                     |
| 2015 | Beyond Me This Is Not a Test                                        | Christ5 (26 Wo.)Christ | Erstveröffentlichung: 6. Januar 2015                                      |
| 2015 | Backseat Driver This Is Not a Test                                  | Christ29 (20 Wo.)Christ | Erstveröffentlichung: 9. Juni 2015 feat. Hollyn & TRU                     |
| 2015 | Feel It This Is Not a Test                                          | Christ5 Gold · (29 Wo.)Christ | Erstveröffentlichung: 24. Juli 2015 feat. Mr. Talkbox                     |
| 2016 | Move (Keep Walkin’) This Is Not a Test                              | Christ5 Gold · (27 Wo.)Christ | Verkäufe: + 500.000                                                       |
| 2016 | Love Broke Thru This Is Not a Test                                  | Christ3 Gold · (38 Wo.)Christ | Verkäufe: + 500.000                                                       |
| 2016 | Bring On the Holidays Light of Christmas                            | Christ16 (3 Wo.)Christ | Erstveröffentlichung: 9. Dezember 2016                                    |
| 2017 | Lights Shine Bright This Is Not a Test                              | Christ42 Gold · (5 Wo.)Christ | Erstveröffentlichung: 8. September 2017 Verkäufe: + 500.000; feat. Hollyn |
| 2018 | I Just Need U. The Elements                                         | Christ1 Platin · (30 Wo.)Christ | Erstveröffentlichung: 5. Januar 2018 Verkäufe: + 1.020.000                |
| 2018 | Everything The Elements                                             | Christ6 Gold · (31 Wo.)Christ | Erstveröffentlichung: 18. Juli 2018 Verkäufe: + 500.000                   |
| 2018 | Scars The Elements                                                  | Christ24 (4 Wo.)Christ | Erstveröffentlichung: 28. September 2018                                  |
| 2018 | The Elements                                                        | Christ27 (7 Wo.)Christ | Erstveröffentlichung: 5. Oktober 2018                                     |
| 2019 | Edge of My Seat The Elements                                        | Christ9 (26 Wo.)Christ | Erstveröffentlichung: 20. September 2019 feat. Cochren & Co.              |
| 2019 | All I Need for Christmas –                                          | Christ30 (4 Wo.)Christ | Erstveröffentlichung: 1. November 2019 mit Terrian                        |
| 2020 | 21 Years Life After Death                                           | Christ3 (20 Wo.)Christ | Erstveröffentlichung: 10. Januar 2020                                     |
| 2020 | See the Light The Elements                                          | Christ19 (20 Wo.)Christ | Erstveröffentlichung: 1. Mai 2020                                         |
| 2020 | I’m Sorry (A Lament) Life After Death                               | Christ25 (2 Wo.)Christ | Erstveröffentlichung: 2. Oktober 2020                                     |
| 2021 | Help Is on the Way (Maybe Midnight) Life After Death                | Christ3 Gold · (26 Wo.)Christ | Erstveröffentlichung: 19. Februar 2021 Verkäufe: + 500.000                |
| 2021 | Promised Land Life After Death                                      | Christ9 (26 Wo.)Christ | Erstveröffentlichung: 17. September 2021                                  |
| 2022 | The Goodness Life After Death                                       | Christ1 (28 Wo.)Christ | Erstveröffentlichung: 3. Juni 2022 feat. Blessing Offor                   |
| 2023 | Cornerstone Life After Death                                        | Christ2 (52 Wo.)Christ | Erstveröffentlichung: 17. Februar 2023 feat. Zach Williams                |
| 2023 | Faithfully Life After Death                                         | Christ10 (26 Wo.)Christ | Erstveröffentlichung: 29. September 2023                                  |
| 2023 | Christmas Hits Different –                                          | Christ18 (5 Wo.)Christ | Erstveröffentlichung: 10. November 2023 mit Tasha Layton                  |
| 2024 | ---- [DASH] The Exile                                               | Christ33 (11 Wo.)Christ | Erstveröffentlichung: 5. April 2024 mit Crowder                           |
| 2024 | Nothin’ Sweeter Heaven on My Mind                                   | Christ6 (27 Wo.)Christ | Erstveröffentlichung: 7. Juni 2024                                        |
| 2024 | A Lil Church (Nobody’s Too Lost) Heaven on My Mind                  | Christ11 (… Wo.)Christ | Erstveröffentlichung: 6. Dezember 2024                                    |
| 2025 | God Did It Heaven on My Mind                                        | Christ35 (… Wo.)Christ | Erstveröffentlichung: 10. Januar 2025                                     |
| 2025 | Heaven on My Mind                                                   | Christ12 (… Wo.)Christ | Erstveröffentlichung: 4. April 2025 mit Forrest Frank                     |
| 2025 | Oh My Soul (Psalm 103) –                                            | Christ45 (1 Wo.)Christ | Erstveröffentlichung: 30. Mai 2025 mit CeCe Winans                        |
| Folgende Lieder erschienen nicht als Single, wurden aber durch das Album zum Download und Streaming bereitgestellt und konnten somit eine Platzierung erlangen: |                                                                     | |                                                                           |
| |                                                                     | |                                                                           |
| 2012 | Mary’s Boy Child Christmas in Diverse City                          | Christ42 (1 Wo.)Christ | feat. Jamie Grace                                                         |
| 2012 | This Christmas (Father of the Fatherless) Christmas in Diverse City | Christ46 (1 Wo.)Christ | feat. Nirva Ready                                                         |
| 2015 | Til the Day I Die This Is Not a Test                                | Christ29 Gold · (20 Wo.)Christ | feat. NF                                                                  |
| 2015 | Love Feels Like This Is Not a Test                                  | Christ44 (2 Wo.)Christ | feat. Dc Talk                                                             |
| 2018 | Starts With Me The Elements                                         | Christ36 (6 Wo.)Christ | feat. Aaron Cole                                                          |

Weitere Singles
- 2001: Somebody’s Watching
- 2002: This Christmas
- 2003: Phenomenon
- 2003: Get This Party Started / Irene
- 2004: Diverse City
- 2007: Ignition
- 2007: No Ordinary Love
- 2007: Boomin

### Gastbeiträge
| Jahr | Titel Album                       | Höchstplatzierung, Gesamtwochen, AuszeichnungChartsChartplatzierungen (Jahr, Titel, Album, Platzierungen, Wochen, Auszeichnungen, Anmerkungen) | Anmerkungen                                                       |
| Jahr | Titel Album                       | Christ | Anmerkungen                                                       |
| ---- | --------------------------------- | --- | ----------------------------------------------------------------- |
| 2010 | Let’s Go Outta Space Love         | Christ49 (2 Wo.)Christ | Group 1 Crew feat. TobyMac                                        |
| 2011 | Good Morning What If We Were Real | Christ18 Gold · (26 Wo.)Christ | Mandisa feat. TobyMac Verkäufe: + 500.000                         |
| 2011 | Hold Me One Song at a Time        | Christ3 Gold · (41 Wo.)Christ | Jamie Grace feat. TobyMac Verkäufe: + 500.000                     |
| 2013 | Light of Christmas                | Christ2 (5 Wo.)Christ | Owl City feat. TobyMac                                            |
| 2017 | Bleed the Same Out of the Dark    | Christ10 (27 Wo.)Christ | Mandisa feat. TobyMac                                             |
| 2017 | Right on Time –                   | Christ28 (20 Wo.)Christ | Erstveröffentlichung: 29. September 2017 Aaron Cole feat. TobyMac |
| 2022 | Perfectly Loved –                 | Christ3 (32 Wo.)Christ | Erstveröffentlichung: 8. April 2022 Rachael Lampa feat. TobyMac   |

Weitere Gastbeiträge
- 2002: Ooh Ahh (GRITS feat. TobyMac, UK: Silber, US: Platin)

## Videoalben
- 2002: Momentum DVD
- 2007: Portable Sounds (Limited Deluxe Edition)
- 2008: Alive and Transported (US: Platin)
- 2010: Moving Pictures
- 2013: I’m in Love with a Church Girl

## Auszeichnungen für Musikverkäufe
| Goldene Schallplatte - Brasilien - 2024: für die Single I Just Need U. - Dänemark - 2023: für die Single Ooh Ahh (My Life Be Like) | Platin-Schallplatte - Neuseeland - 2022: für die Single Ooh Ahh (My Life Be Like) |

Anmerkung: Auszeichnungen in Ländern aus den Charttabellen bzw. Chartboxen sind in ebendiesen zu finden.
| Land/RegionAuszeichnungen für Musikverkäufe (Land/Region, Auszeichnungen, Verkäufe, Quellen) | Silber  | Gold       | Platin     | Verkäufe   | Quellen             |
| -------------------------------------------------------------------------------------------- | ------- | ---------- | ---------- | ---------- | ------------------- |
| Brasilien (PMB)                                                                              | —       | Gold1      | —          | 20.000     | pro-musicabr.org.br |
| Dänemark (IFPI)                                                                              | —       | Gold1      | —          | 45.000     | ifpi.dk             |
| Neuseeland (RMNZ)                                                                            | —       | —          | Platin1    | 30.000     | radioscope.co.nz    |
| Vereinigte Staaten (RIAA)                                                                    | —       | 20× Gold20 | 5× Platin5 | 14.100.000 | riaa.com            |
| Vereinigtes Königreich (BPI)                                                                 | Silber1 | —          | —          | 200.000    | bpi.co.uk           |
| Insgesamt                                                                                    | Silber1 | 22× Gold22 | 6× Platin6 |            |                     |

## Bücher
- 2004: Under God (zusammen mit Michael Tait)